# The Hole - Il buco
The Hole - Il buco (Dong) è un film del 1998 diretto da Tsai Ming-liang.
Fu incluso nella selezione ufficiale del Festival di Cannes del 1998.

## Trama
A sette giorni dal 2000, Taipei è spazzata dalla pioggia e colpita da un misterioso e letale virus. Un buco nel soffitto mette in comunicazione un uomo (Lee) e una donna (Yang) che sono rimasti soli in un fatiscente stabile sgombrato a causa della pandemia. Lentamente l'acqua inizia ad invadere gli appartamenti, infradiciando senza scampo le povere cose dei protagonisti. Attraverso un buco sul pavimento, il ragazzo osserva la vicina soffrire dei sintomi del virus. Vorrebbe intervenire, porre fine alle sue difficoltà, ma si trattiene dal farlo per riservatezza, paura, indifferenza. Si incontrano dapprima solo in una dimensione onirica, sulle note delle canzoni anni '50 di Grace Chang, finché una mano tesa attraverso il foro stabilisce finalmente un rapporto umano.

## Produzione
Prodotto (assieme a The Book of Life di Hal Hartley, Das Frankfurter Kreuz di Romuald Karmakar, La primera noche de mi vida di Miguel Albaladejo, Last Night di Don McKellar, La Vie Sur Terre di Abderrahmane Sissako, Les Sanguinaires di Laurent Cantet, Midnight di Walter Salles e Daniela Thomas, Tamás és Juli di Ildikó Enyedi e Le Mur di Alain Berliner) nell'ambito del progetto cinematografico francese 2000 vu par..., dedicato al tema del volgere del terzo millennio affrontato da 11 registi provenienti da altrettanti paesi differenti, il quarto film di Tsai (sceneggiatore con Yang Ping-ying) affina e al tempo stesso normalizza le metafore ermetiche tipiche del suo cinema. C'è l'incomunicabilità, ma anche una nota di speranza; i simboli sono di un'evidenza plateale, ma poi c'è una nota bassa e corporea che riporta coi piedi per terra.

## Colonna sonora
Le musiche sono tratte da varie autori e interpretate dalla cantante Grace Chang:
1. Bu guan ni shi shei
2. Da pen ti
3. Wo ai ka li su
4. Wo yao ni de ai
5. Yan zhi hu

## Accoglienza
I critici occidentali hanno apprezzato le canzoni di Chang, che pare siano state aggiunte in un secondo momento per arrivare a una durata standard per partecipare al Festival di Cannes.

## Riconoscimenti
- Méliès d'argento 1998
- Festival di Cannes
  - Premio FIPRESCI [5]
- Singapore International Film Festival
  - Miglior film asiatico
  - Miglior regista asiatico
  - Miglior attrice asiatica